# Hospital de Sant Joan de Déu de Manresa
L'Hospital de Sant Joan de Déu de Manresa és l'hospital principal de Manresa. En l'actualitat forma part de la Fundació Althaia juntament amb el Centre Hospitalari de Manresa, la Clínica de Sant Josep de Manresa i altres equipaments sanitaris de la capital del Bages.
L'Hospital de Sant Joan de Déu es va inaugurar el 1932 amb el nom de Sanatori de Sant Joan de Déu.

## Història
El Sanatori de Sant Joan de Déu de Manresa es va crear l'any 1932 amb un llegat de Francesc March i Muntada, un cintaire que en el seu testament cedí el seu capital per a la fundació d'un asil per a nens escrufulosos, raquítics i esguerrats pobres que fou dirigit pels germans de Sant Joan de Déu. Fins aquells moments, l'únic hospital de la ciutat era l'Hospital de Sant Andreu de Manresa.
En el moment de la seva creació, el Sanatori de Sant Joan de Déu tenia 30 llits.
La història de l'hospital de Sant Joan de Déu es pot dividir en cinc etapes: en la primera era un asil per a nens tuberculosos i esguerrats (1932-1949); del 1950 al 1965 passà a ser un hospital per a nens amb poliomielitis i malformacions congènites; entre el 1966 i el 1987 deixar de ser un hospital infantil per a passar a ser un hospital de caràcter general; entre el 1988 i el 2001 va esdevenir l'Hospital General de Manresa i finalment, el 2002 l'hospital de Sant Joan de Déu va passar a formar part de la Fundació Althaia.

### Asil per a nens tuberculosos (1932-1949)
El director del Sanatori de Sant Joan de Déu, que tractava sobretot a nens amb tuberculosi i poliomielitis fou el Dr. Joan Soler i Cornet i el pediatre d'aquesta època fou el dr. Simeó Selga i Ubach. En aquesta època, l'equip del dr. Lluís Ribó hi practicava Cirurgia ortopèdica avançada.
En aquesta època, durant la Guerra Civil Espanyola l'hospital fou confiscat per a fer-hi un hospital general civil de la ciutat que tenia el nom de Sanatori de la Culla, tot i que després de la guerra va tornar a la seva primera funció i l'any 1947 s'hi va fer la seva primera ampliació.

### Segona època (1950-1965)
En aquesta època l'hospital va deixar de ser dedicat exclusivament als malalts de tuberculosi i poliomielitis i va esdevenir un centre de referència per als nens malalts de l'aparell locomotor, especialment sobre malalties congènites i per a la poliomielitis. El Dr. Antoni Viladot i Pericé en fou el cap de Cirurgia de l'aparell locomotor. A causa de la progressiva erradicació de la poliomielitis va causar que s'estengués l'especialització de l'hospital a altres tipus de cirurgia ortopèdica.s
Durant aquesta època es va anar ampliant l'hospital amb noves reformes.

### Tercera època (1966-1987) - Hospital d'adults
A partir del 1966, l'hospital de Sant Joan de Déu deixà de ser exclusivament un hospital infantil i va passar a atendre a tota la població. En aquesta tercera etapa l'hospital es va convertir en un centre de referència per a l'aparell locomotor, tot i que es va ampliar a totes les especialitats i edats. El 1971 el pediatre Simeó Selga i Ubach va començar a dirigir l'hospital.

### Quarta fase (1988-2001) - Hospital General de Manresa
El 1988 l'hospital de Sant Joan de Déu es va incloure dins el Pla de Reordenació Hospitalària de Catalunya que procurava la integració i fusió d'hospitals. Així, aquest es va fusionar amb l'Hospital de Sant Andreu de Manresa per a crear l'Hospital General de Manresa.